# Valor absoluto (álgebra)
En álgebra, un valor absoluto (también llamado valoración, magnitud o norma, aunque el término "norma" generalmente se refiere a un tipo específico de valor absoluto en un cuerpo) es una función que mide el tamaño de los elementos en un cuerpo o dominio de integridad.

## Definición axiomática
Más precisamente, si D es un dominio de integridad, entonces un valor absoluto es cualquier aplicación {\displaystyle \left|x\right|} de D sobre los números reales R que satisface:
|  | • | {\displaystyle \left\|x\right\|\geq 0}                                   |  | (no negativa)            |
|  | • | {\displaystyle \left\|x\right\|=0} si y solo si {\displaystyle x=0}      |  | (definida positiva)      |
|  | • | {\displaystyle \left\|xy\right\|=\left\|x\right\|\left\|y\right\|}       |  | (multiplicativa)         |
|  | • | {\displaystyle \left\|x+y\right\|\leq \left\|x\right\|+\left\|y\right\|} |  | (desigualdad triangular) |

De estos axiomas se sigue que |1| = 1 y |-1| = 1. Además, para cada número entero n positivo,
- |n|   =   |1 + 1 + ... + 1 (n veces)|   =   |−1 − 1 − ... − 1 (n veces)|   ≤   n.

El "valor absoluto" clásico es aquel en el que, por ejemplo, |2|=2, pero muchas otras funciones cumplen los requisitos establecidos anteriormente, por ejemplo, la raíz cuadrada del valor absoluto clásico (pero no el cuadrado del mismo).
Un valor absoluto induce una métrica (y por lo tanto una topología) mediante la aplicación {\displaystyle d(f,g)=|f-g|.}

## Ejemplos
- El valor absoluto estándar de los números enteros.
- El valor absoluto estándar en los números complejos.
- El valor absoluto p-ádico en los números racionales.
- Si R es el campo de una función racional sobre un cuerpo F y {\displaystyle p(x)} es un elemento irreducible fijo de R, la siguiente proposición define un valor absoluto en R: para {\displaystyle f(x)} en R se define {\displaystyle |f|} como {\displaystyle 2^{-n}}, donde {\displaystyle f(x)=p(x)^{n}{\frac {g(x)}{h(x)}}} y {\displaystyle \gcd(g(x),p(x))=1=\gcd(h(x),p(x)).}

## Tipos de valor absoluto
El valor absoluto trivial es el valor absoluto con |x|=0 cuando x=0 y |x|=1 en caso contrario. Cada dominio de integridad puede llevar al menos el valor absoluto trivial. El valor trivial es el único valor absoluto posible en un cuerpo finito porque cualquier elemento distinto de cero puede elevarse a alguna potencia para producir 1.
Si un valor absoluto satisface la propiedad más fuerte |x + y| ≤ max(|x|, |y|) para todo x e y, entonces |x| se denomina espacio ultramétrico o valor absoluto no arquimediano y, de lo contrario, valor absoluto arquimediano.

## Lugares
Si |x|1 y |x|2 son dos valores absolutos en el mismo dominio de integridad D, entonces los dos valores absolutos son equivalentes si |x|1 < 1 si y solo si |x|2 < 1 para todo x. Si dos valores absolutos no triviales son equivalentes, entonces para algún exponente e se tiene que |x|1e = |x|2 para todas las x. Elevar un valor absoluto a una potencia inferior a 1 da como resultado otro valor absoluto, pero elevarlo a una potencia superior a 1 no necesariamente da como resultado un valor absoluto (por ejemplo, elevar al cuadrado el valor absoluto habitual de los números reales produce una función que no es un valor absoluto, porque viola la regla |x+y| ≤ |x|+|y|). Los valores absolutos hasta la equivalencia, o en otras palabras, una clase de equivalencia de valores absolutos, se denomina lugar.
El teorema de Ostrowski establece que los lugares no triviales de los números racionales Q son los valores absolutos ordinarios y los valores absolutos p-ádicos para cada primo p. Para un primo p dado, cualquier número racional q se puede escribir como pn(a/b), donde a y b son números enteros no divisibles por p, y n es un número entero. El valor absoluto p-ádico de q es
{\displaystyle \left|p^{n}{\frac {a}{b}}\right|_{p}=p^{-n}.}
Dado que el valor absoluto ordinario y los valores absolutos p-ádicos son valores absolutos de acuerdo con la definición anterior, estos definen lugares.

## Valoraciones
Si para algún valor absoluto ultramétrico y cualquier base b > 1, se define ν(x) = −logb|x| para x ≠ 0 y ν(0) = ∞, donde ∞ se ordena mayor que todos los números reales, entonces se obtiene una función de D sobre R ∪ {∞}, con las siguientes propiedades:
- ν(x) = ∞ ⇒ x = 0,
- ν(xy) = ν(x)+ν(y),
- ν(x + y) ≥ min(ν(x), ν(y)).

Tal función se conoce como "valoración" en la terminología de Bourbaki, pero otros autores usan la palabra "valoración" para "valor absoluto" y luego emplean la expresión "valoración exponencial" en lugar de "valoración".

## Terminaciones
Dado un dominio de integridad D con un valor absoluto, se puede definir la sucesión de Cauchy de los elementos de D con respecto al valor absoluto requiriendo que para cada ε > 0 haya un entero positivo N tal que para todos los enteros m, n > N, se tiene que |xm  − xn| < ε. La sucesión de Cauchy genera un anillo respecto a las sumas y multiplicaciones puntuales. También se pueden definir sucesiones nulas como secuencias (an) de elementos de D tales que |an| converge a cero. Las secuencias nulas son un ideal primo en el anillo de secuencias de Cauchy y, por lo tanto, el anillo cociente es un dominio de integridad. El dominio D está embebido en este anillo cociente, denominado espacio métrico completo de D con respecto al valor absoluto |x|.
Dado que los cuerpos son dominios integrales, esta también es una construcción para completar un campo con respecto a un valor absoluto. Para mostrar que el resultado es un cuerpo, y no solo un dominio de integridad, se puede mostrar que las secuencias nulas forman un ideal maximal, o bien construir la inversa directamente. Esto último se puede hacer fácilmente tomando, para todos los elementos distintos de cero del anillo del cociente, una secuencia que comience desde un punto más allá del último elemento cero de la secuencia. Cualquier elemento distinto de cero del anillo cociente diferirá en una secuencia nula de dicha secuencia, y al tomar una inversión puntual es posible encontrar un elemento inverso representativo.
Otro teorema de Alexander Ostrowski dice que cualquier cuerpo completo respecto a un valor absoluto arquimediano es isomorfo tanto para los números reales como para los complejos, y la valoración es equivalente a la habitual. El teorema de Gelfand-Tornheim establece que cualquier campo con una valoración de Arquímedes es isomorfo a un subcuerpo de C, siendo la valoración equivalente al valor absoluto habitual en C.

## Campos y dominios integrales
Si D es un dominio de integridad con valor absoluto |x|, entonces se puede extender la definición del valor absoluto al cuerpo de fracciones de D estableciendo
{\displaystyle |x/y|=|x|/|y|.\,}
Por otro lado, si F es un cuerpo con valor absoluto ultramétrico |x|, entonces el conjunto de elementos de F tal que |x| ≤ 1 define un anillo de valoración, que es un subanillo D de F tal que para cada elemento distinto de cero x de F, al menos uno de x o x−1 pertenece a D. Dado que F es un cuerpo, D no tiene divisor de cero y es un dominio de integridad. Posee un ideal maximal único que consta de todas las x tales que |x| < 1, y es por lo tanto un anillo local.